# Polar Pod
Le Polar Pod est un projet de navire océanographique conçu et organisé par Jean-Louis Étienne, destiné à l'étude de l'océan Austral qui encercle l'Antarctique. Cet océan est animé par le courant circumpolaire antarctique (CCA), véritable courroie de transmission entre les eaux des océans Atlantique, Indien et Pacifique. Le CCA est un des deux moteurs de la circulation océanique mondiale, ce qui en fait un élément essentiel de l'équilibre du climat de la Terre.

## Le principe: un navire «vertical»

Le Polar Pod vertical, vue latérale.

Polar Pod est un projet de plateforme habitée destiné à explorer l'océan. Le projet est porté par Jean-Louis Étienne, un explorateur français et plusieurs organismes de recherche. La zone d'étude se situe entre 50 et 55° de latitude Sud, baptisée par les marins les cinquantièmes hurlants. Pour offrir les meilleures conditions de vie en toute sécurité sur cette mer de tempêtes, il faut un navire qui soit pris dans des eaux profondes. Avec 75 m de tirant d'eau, ce navire vertical échappe à l'agitation de surface, d'autant plus que le treillis qui le compose n'est que faiblement affecté par les vagues.
Les essais sur une maquette au 1/41e au bassin des carènes de l'Ifremer à Brest et à l'École Centrale de Nantes, confirment la stabilité dans le gros temps. La période de pilonnement (mouvement de haut en bas) est de 60 secondes, très éloignée de celle de la houle du sud qui est de 21 secondes. Ainsi il n'entrera pas en résonance avec la houle.
Le projet est porté par l'Ifremer et financé par l'État français avec le soutien de mécènes. Le budget de construction est évalué en 2019 à 15 millions d'euros et le budget d'exploitation à 13 millions.

## Inspiré du RVFlipaméricain
La conception du Polar Pod est inspirée de la plateforme dérivante américaine RV Flip. Ce navire a été construit dans les années 1960 pour écouter les sous-marins dans le Pacifique, soit en dérive, soit ancré au fond. Tracté à l'horizontale par un remorqueur jusqu'à la zone d'étude, il est basculé à la verticale par ballastage de réservoirs à l'eau de mer. À 80 m de profondeur, loin du bruit de surface, des hydrophones captaient la propagation du bruit des moteurs de sous-marins. Depuis la fin de la guerre froide, il est affecté à des recherches scientifiques menées par l'Institut d'océanographie Scripps en Californie.

RV Flip
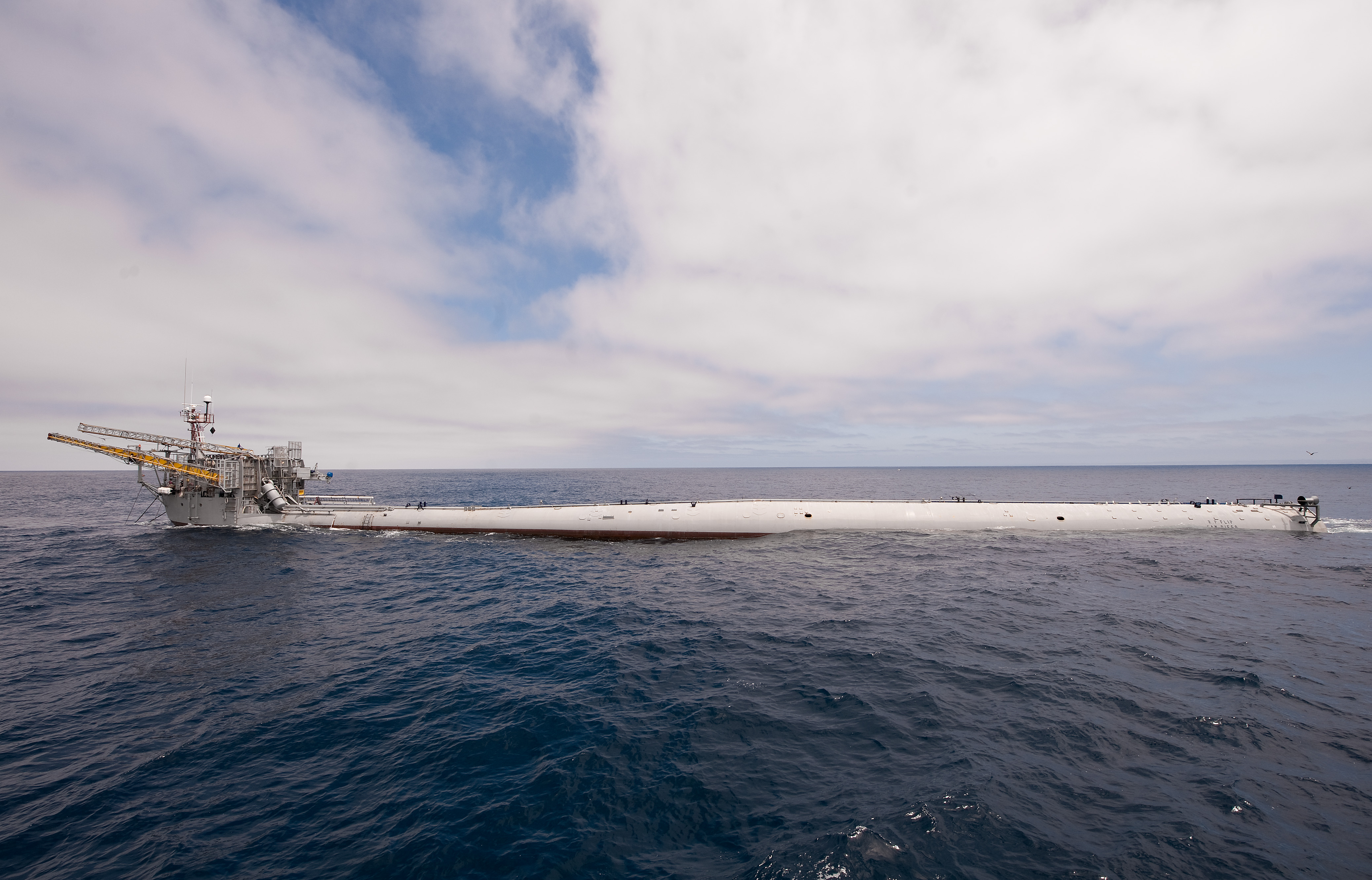
Le navire RV Flip en position émergée.
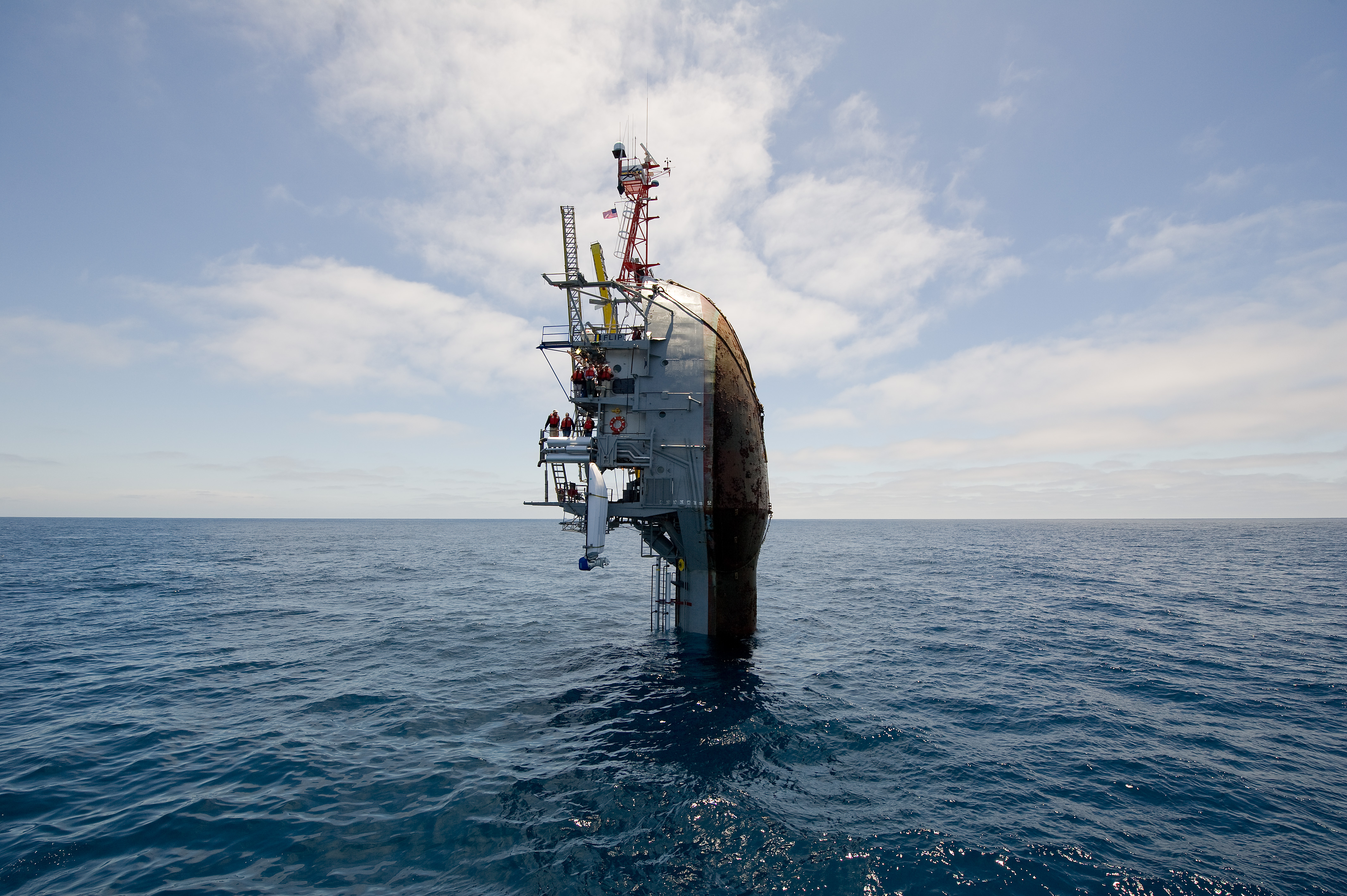
Le navire en position immergée.
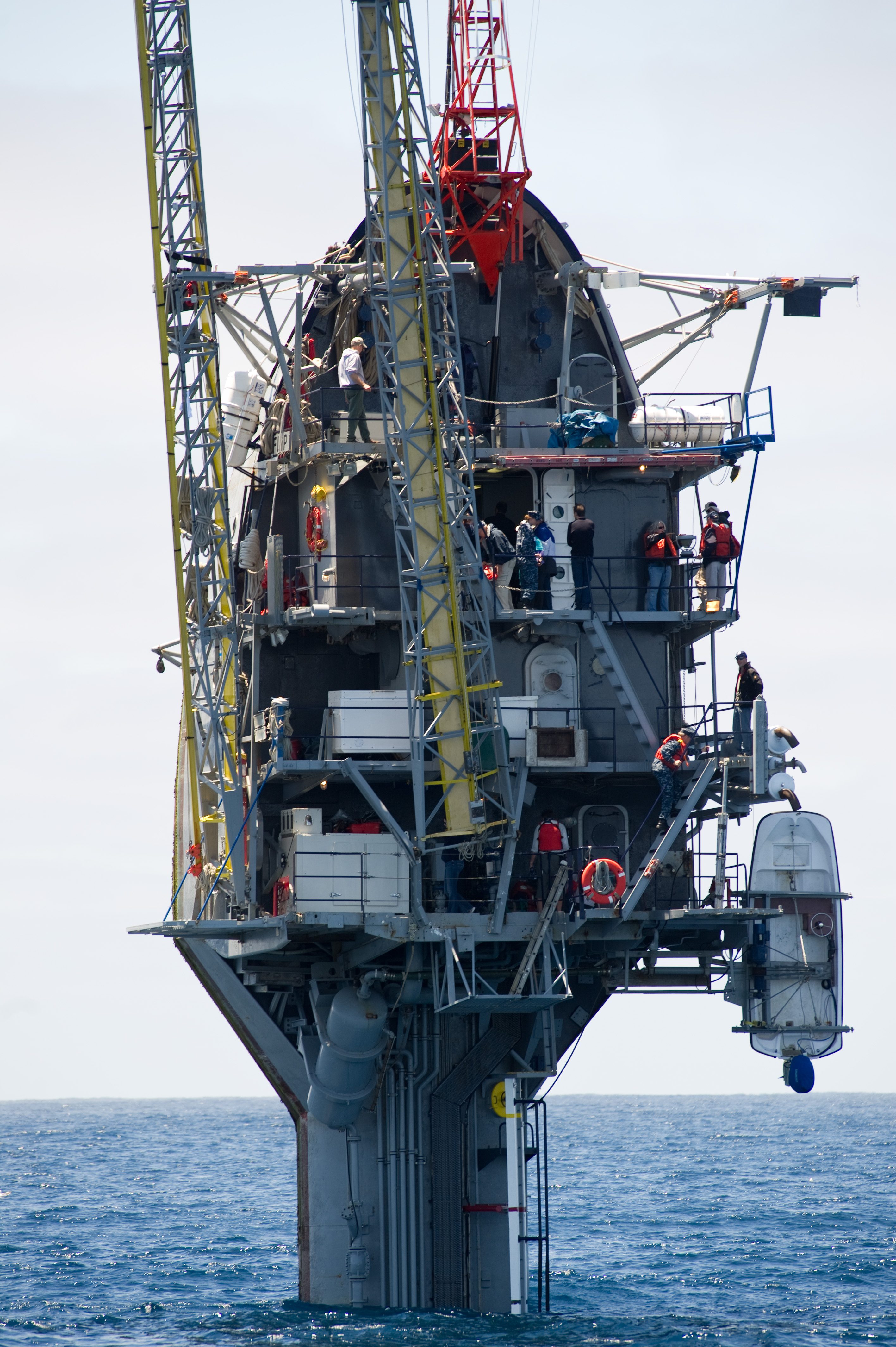
Partie hors de l'eau.
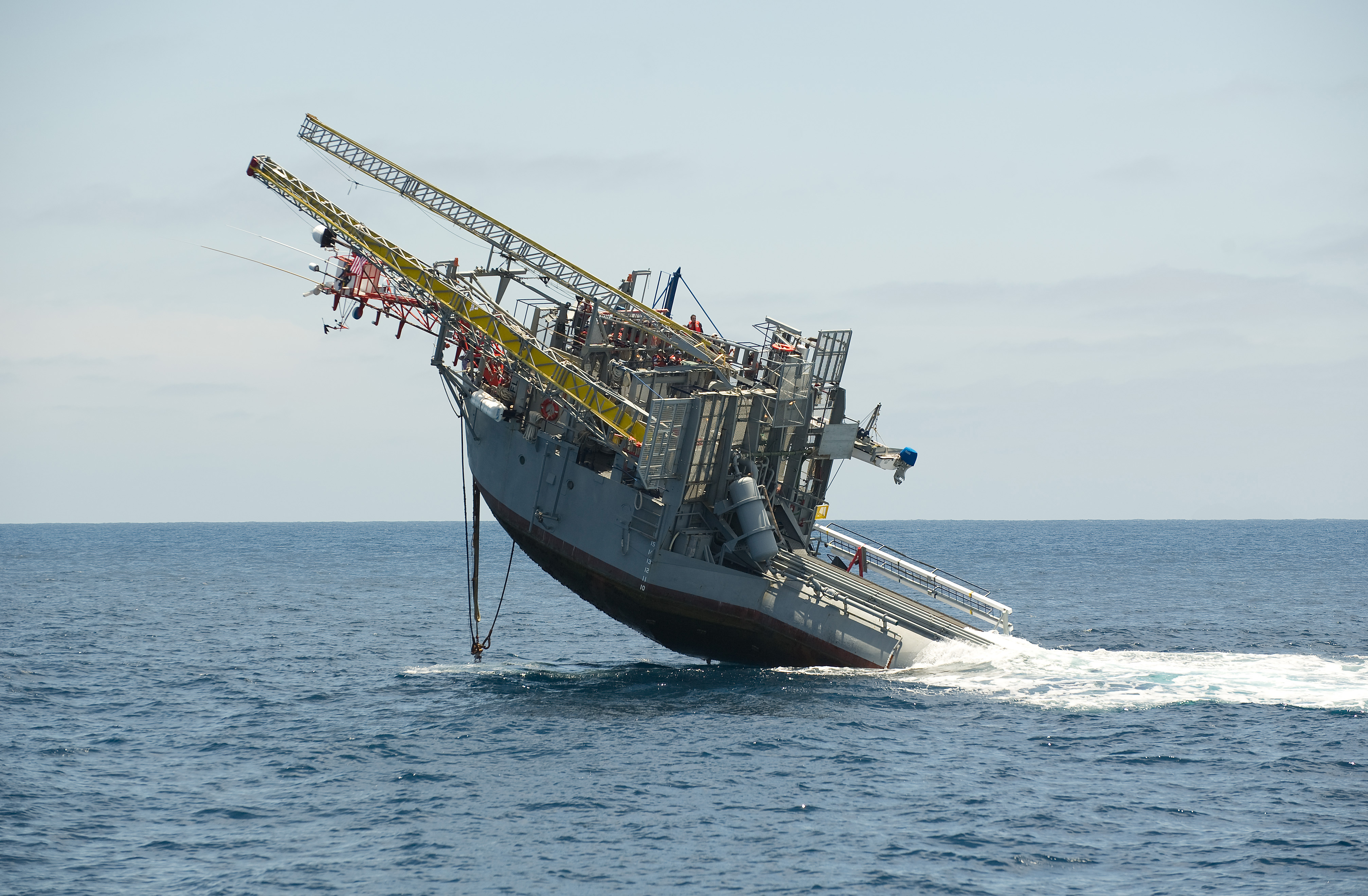
Navire en cours de changement de position.

## LePolar Pod
Le flotteur est un treillis de 90 mètres en tubes d'acier, surmonté de la partie habitable, une nacelle en aluminium située à 10 mètres au-dessus de l'eau. Cette nacelle comprend trois étages (habitations, labo sec, salle informatique, labo humide) surmontée d'un pont supérieur où se situe la passerelle de navigation. De part et d'autre de la nacelle, deux passerelles de 15 mètres sont le support de capteurs de recherche. Équipées comme des flèches de grues elles permettront le transbordement d'équipements et éventuellement de l'équipage avec le navire ravitailleur. On peut y déployer de la surface de voile (260 m² de voilure répartis en deux ailes) pour augmenter la vitesse de dérive du Polar Pod si besoin en cas de route de collision ou d’éloignement du courant circumpolaire.
Avec ces deux appendices inclinés vers l'avant, le Polar Pod se comporte comme une girouette et se met dos au vent. Tout au fond, un lest de 150 tonnes assure la stabilité verticale. L'ensemble équipé avoisine les 1 000 tonnes.

### Architecte
L'architecte du Polar Pod est le « Bureau d'ingénierie et architecture navale SHIP ST » à Lorient, qui est dirigée par Laurent Mermier.

### Équipage et ravitaillement
L'équipage est composé de huit personnes : 3 marins, 4 scientifiques et un cuisinier. Ils seront relayés tous les 2 à 3 mois avec la goélette Persévérance, navire ravitailleur qui sera en permanence au service de l'expédition pendant les deux années que devrait durer la circumnavigation de l'Antarctique.

### Énergie
L'énergie électrique est produite à bord par quatre éoliennes de 3 kW, et stockée dans deux packs de batteries lithium-ion de 50 kWh chacun. Il y a un groupe électrogène thermique de secours de 20 kW et un autre groupe de 200 kW pour les gros appels de puissance : déballastage à l'air comprimé, grutage de charges lourdes et le propulseur hydraulique bâbord-tribord situé à 15 mètres sous l'eau pour s'écarter d'une route de collision avec un iceberg ou rejoindre un courant plus favorable.

## L'expédition
Le Polar Pod sera remorqué à l'horizontale de Port Elizabeth en Afrique du Sud jusqu'à son point de départ. À l'instar du Flip américain, il sera basculé à la verticale par ballastage à l'eau de mer de la partie profonde du treillis.
Le Polar Pod sera entraîné par le courant circumpolaire antarctique (dont le débit est 150 fois celui de tous les fleuves réunis) entre 50° et 55° sud en moyenne. À la vitesse moyenne de 1 nœud (1,8 km/h), ½ nœud de vent et ½ de courant, la circumnavigation devrait durer deux années.

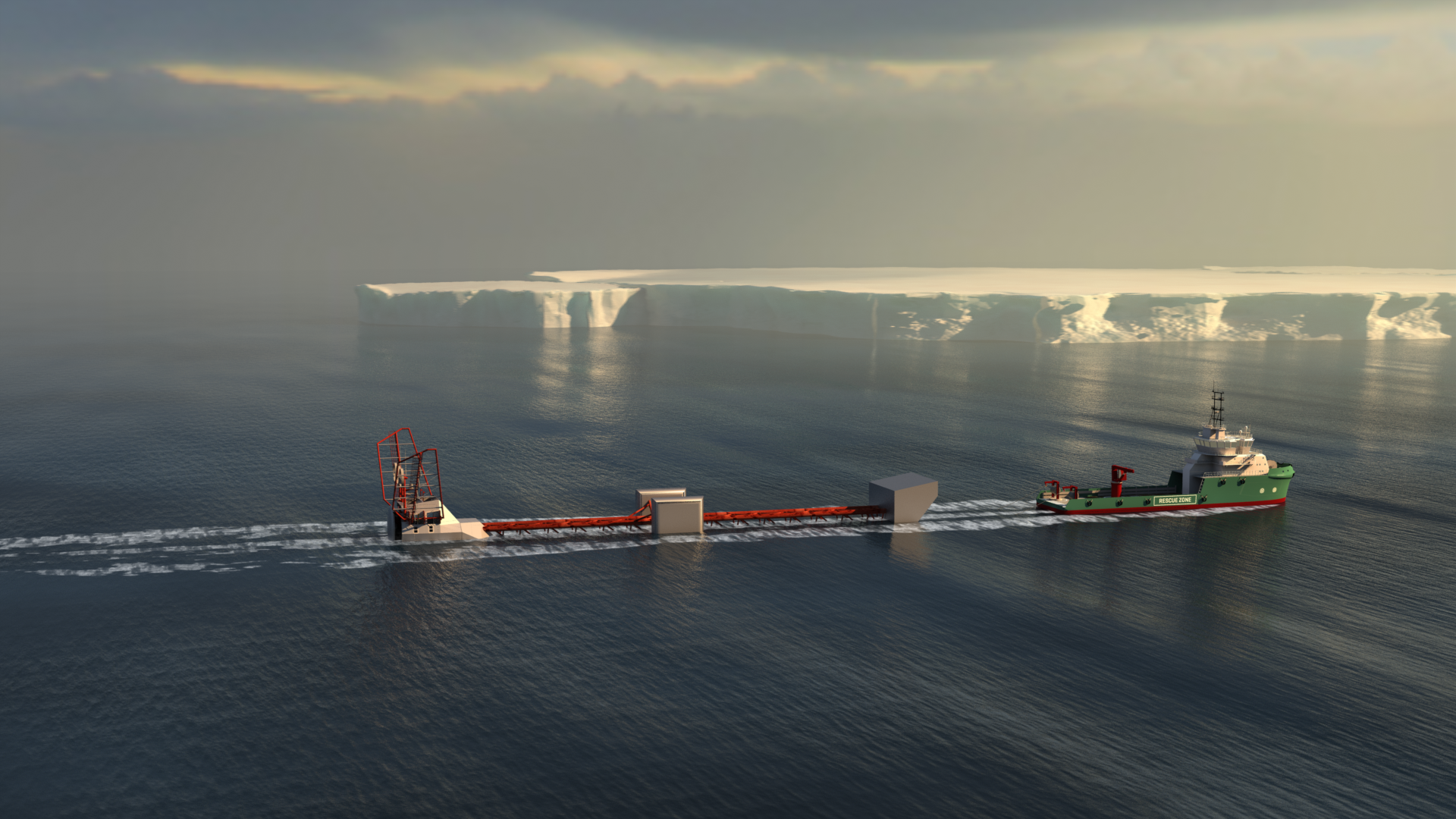
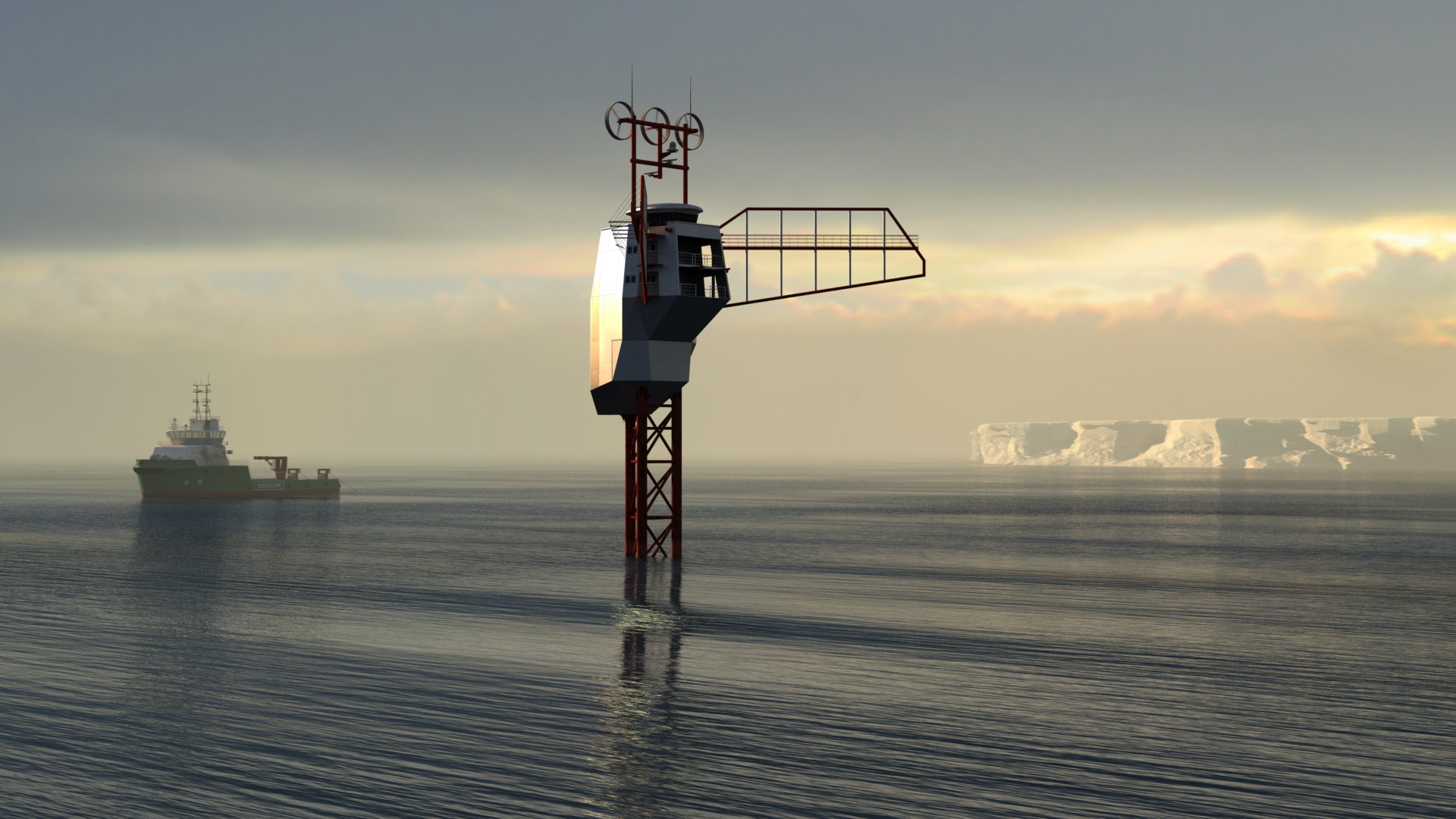

## Le programme scientifique: quatre domaines d'études
Par sa conception et les possibilités uniques qu'il offre, le Polar Pod a permis de fédérer plus de 50 entités de recherche (au 1er janvier 2017), issues d'institutions, de laboratoires ou d'Universités de 12 pays, autour d'un programme de recherche inédit. Les recherches prévues ont pour objectif de valoriser au maximum les avantages du navire qui sont : 
- mouvement lent (1 à 2 nœuds), permettant un suivi spécifique des masses d'eau et des processus qui s'y déroulent ;
- possibilité de rester en toutes saisons et toutes longitudes dans cette région hostile, durant des périodes peu ou pas échantillonnées à ce jour ;
- structure silencieuse (pas de motorisation), permettant l'utilisation de l'acoustique pour des applications inédites ;
- peu de perturbation du milieu par le navire lui-même (expérience du Flip).

Le comité directeur du projet est composé (au 1er janvier 2020) des directions de l'Ifremer, du CNRS-INSU, du CNES et de l'ENSTA-Bretagne, aux côtés des membres de l'association Océan Polaire, afin d'assurer la qualité et la valorisation des mesures qui seront acquises à bord.
Le Polar Pod est un « navire complémentaire des moyens classiques ». Bardé de capteurs, il permet l'acquisition de données couplées « biologie-chimie-physique » inédites, qui seront transmises aux chercheurs partenaires à terre. Ces données en open source seront accessibles à toute la communauté scientifique internationale.

### Étude des échanges atmosphère-océan
Les échanges entre l'atmosphère et l'océan sont un élément clef de l'équilibre du climat de la Terre. Le CO2 atmosphérique se dissout plus facilement dans les eaux froides polaires et ce phénomène participe à en faire un puits de carbone océanique majeur de la planète. La stabilité verticale du Polar Pod va permettre des mesures très précises sur la capacité de l'océan Austral à absorber le CO2 que nous émettons en excès. Ceci sera possible pour la première fois aux quatre saisons et pour toutes les longitudes. L'impact des évènements climatiques extrêmes (vents extrêmes, vagues fortes, productions et impacts des aérosols...) sur les échanges atmosphère-océan sera également étudié sur le terrain, pour la première fois à cette échelle. Enfin, le CO2 qui se dissout dans l'eau forme l'acide carbonique qui représente également un « poison » pour la constitution des structures calcaires du plancton, le premier maillon du réseau alimentaire océanique. Les études menées à partir de mesures du Polar Pod permettront d'en évaluer l'importance.

### Recensement de la biodiversité: de l'ADN au microscope en passant par l'acoustique
Les organismes marins, structurés comme sur Terre en chaîne alimentaire, jouent un rôle majeur dans de nombreux cycles biologiques et chimiques. Ainsi le phytoplancton est le premier maillon permettant la fixation biologique du carbone à travers le processus de la photosynthèse. Les processus biologiques sont eux-mêmes fortement liés aux processus physiques environnants, rendant indispensables des études dites « couplées » qui seront possibles à bord du Polar Pod.
L'océan Austral présente de nombreuses particularités, notamment en raison de son isolement, qui ont permis le développement d'une biodiversité spécifique dont l'ampleur et les réponses aux variations environnementales sont encore peu connues à ce jour. En effet, il existe un important biais dans les observations en raison des difficultés à observer cette région en toutes saisons. Le Polar Pod permettra donc un recensement inédit de la biodiversité, à toutes les échelles, de la cellule au mammifère marin, et une étude couplée avec les paramètres environnementaux mesurés simultanément.
Par ailleurs, non motorisé, le Polar Pod est un navire silencieux qui se prête à l'écoute de l'océan. Des hydrophones installés jusqu'à 75 mètres de profondeur vont permettre de faire un inventaire de la faune marine par acoustique passive qui sera également évaluée pour d'autres applications (météorologie, sismologie...). L'acoustique active sera également utilisée pour permettre une vision en 3D des structures de l'océan et de ses habitants.

### Validation des mesures satellites
Depuis une trentaine d'années les satellites sont devenus les observateurs privilégiés de la Terre en permettant la réalisation de cartes à grandes échelles spatiales sur de longues périodes de temps. De nombreux paramètres sont ainsi mesurés depuis l'espace (température, salinité, hauteur de mer, vagues, vents, concentration en phytoplancton…). Cependant toutes ces observations nécessitent la mise en place de programme d'analyse des mesures basées sur des observations simultanées en mer et depuis l'espace. C'est le principe de la « vérité terrain » qui demande de toujours disposer d'observations en mer. Ceci permet de calibrer et de valider les observations tout en évaluant les capacités des méthodes dans toutes les régions du globe. L'océan Austral, de par sa localisation et les processus spécifiques qui s'y déroulent, n'échappe pas à ce besoin de mesures en mer, mais ceci est jusqu'ici fortement limité par le faible nombre d'observation en toutes saisons et longitudes. Le Polar Pod représente donc une occasion unique de valider de nombreuses observations satellites (elles-mêmes utilisées pour des applications : modélisation, prévision, sécurité en mer, gestion des ressources...). Plusieurs programmes de validation de mesures sont donc prévus en collaboration avec les agences spatiales (CNES, ESA, Nasa) et d'autres partenaires (CLS, Mercator-Océan, Thales Alenia Space et Airbus Defence and Space).

### Micro-plastiques, contaminants et pollution sonore
Les matières plastiques en mer, dégradées par les mouvements et le soleil en cellules microscopiques et en substances chimiques, sont potentiellement nocives. Toute la chaîne alimentaire peut être polluée par ces contaminants via leur ingestion en cascade. Les études prévues à bord du Polar Pod auront pour but de faire un état des lieux de l'impact de la pollution anthropique dans ces zones reculées.
Les instruments acoustiques permettront de faire un état des lieux de la pollution sonore.
Les pollutions en termes d'aérosols seront également évaluées.

## Communications
Les données seront transmises aux scientifiques à terre en temps réel, dans de nombreux pays. 
Un programme éducatif auprès des scolaires et des étudiants sera mis en place dès la mise en chantier. Des outils de médiation scientifique innovants permettront le partage de l'aventure et des découvertes avec le plus grand nombre durant toute l'expédition.

## Calendrier
Le projet initial prévoyait une mise en œuvre à partir de 2015. En décembre 2022, le chantier de construction est officiellement lancé pour un début d’expédition envisagé en 2024, mais…
- Bien que censé être mis en chantier en décembre 2022 aux Chantiers Piriou (nacelle) et 3C Metal [Groupe Ortec] (treillis, tore et caisson de fond)[10], deux ans après, en 2024, aucune ébauche de construction n'a été effectuée[16]. Les coûts de construction du projet, modifiés après l’appel d’offres, seraient à l’origine d’une mésentente entre l’Ifremer et le chantier naval, entrainant ce contretemps.
- L’Agence nationale de la recherche (ANR) avait attribué une aide de 28 millions d’euros à l’Ifremer pour assurer les coûts de construction du Polar Pod, son acheminement en Afrique du Sud où ses modules doivent être assemblés par 3C Metal, et une partie des essais post-chantier, mais la dissolution de l’Assemblée nationale en juin 2024 a empêché la réunion interministérielle de trancher le sujet.
- L'Ifremer indique avoir « envisagé différents scénarios de suite à donner au projet et transmis ces éléments aux ministères concernés. Nous attendons un retour de nos tutelles ».
- « On désespère mais, pour l’instant, ce n’est pas abandonné » : Elsa Peny-Étienne, directrice des expéditions espère désormais que le début de la construction sera annoncé lors de la Conférence des Nations unies sur l’océan [UNOC], à Nice en juin, pour une mise à l’eau en juin 2027. « C’est à se demander si l'Ifremer veut ce projet » déclare pour sa part Jean-Louis Étienne.
- Le voilier de soutien Persévérance (42,64 mètres - équipage de huit marins) a quant à lui été baptisé en juin 2023 à Marseille, soit à la date initialement prévue pour la mise à l'eau du Polar Pod[17],[18],[19].